# 副鼻腔
副鼻腔（ふくびこう　医学用語：ふくびくう　英語：paranasal sinuses）とは、鼻腔に隣接した骨内に作られた空洞である。ヒトでは頬骨の直下にある上顎洞、眉骨より上の額の直下にある前頭洞、篩骨迷路の奥にある篩骨洞、蝶形骨の内部にある蝶形骨洞の4つがあり、上顎洞が最も大きい。

## 概要
頭蓋の下部に接する上顎の内部の口腔と鼻腔以外にある空間であり、頭部の骨を軽量化し頭部の重量を体重の1割ほどに収めている。
各副鼻腔は鼻腔とは小さな孔でそれぞれ連結しており外部との換気が行われている。副鼻腔内は粘膜で覆われ、その表面から水分が蒸発することで、すぐ真上に接している眼窩や頭蓋、脳へ至る血管などを冷却する効果がある。
粘膜に炎症が生じた副鼻腔炎では、この小さな孔が閉塞し、熱が篭もることで頭痛などを引き起こし、副鼻腔内の膿などの排泄ができなくなる。これを放置すると隣接する眼窩を冒して視力を低下させたり、頭蓋底から脳を冒して髄膜炎や脳炎に拡がることもある。このため慢性症の場合は孔の周囲の骨を削り副鼻腔を開放させる手術が行われることがある。

## 発生学的な解釈
頭部は脳を入れる容器（頭蓋）と口腔と鼻腔を形成する部位が一つになったものである。さらに、頭蓋骨の外面は筋肉や角の付着部となっている。これら主に三つの要素で一つの頭部を形成するに当たって、各部品の大きさを揃えるために発生したものが副鼻腔である。例えば、牛の頭部はかなり大きなものであるが脳自体はヒトの半分以下しかないために脳を入れる容器自体は小さくて済む。しかし、口腔と鼻腔、及び骨格筋の付着部位は体にあわせてそれ相応に大きくなり、角の付着部位も必要になるために、脳を囲む骨を重くすることなく他の部品の大きさに合わせるには広い骨洞＝副鼻腔が発達することになった。ついで、副鼻腔はこれら以外の要因、例えばオスとメスで容貌や頭部の大きさが大きく異なる種においては性淘汰の結果によっても発達程度が異なることになる。ほとんどの動物種を通じて脳の形はほぼ楕円体であり、口腔と鼻腔の形も基本的には円筒形であるにもかかわらず、頭部の形＝顔貌には著しい差異が認められる。これら多様な顔貌を作り出す上で、副鼻腔の発達程度が大きく関わっている。
上顎の大臼歯（上顎第二大臼歯など）を抜歯した際、稀に抜歯部の傷穴を通じて口腔と一時的につながる（連通する）場合がある。

## 副鼻腔の疾患
- 副鼻腔炎（蓄膿）
- 上顎洞癌